# Liste der Monuments historiques in Germigny-sous-Coulombs
Die Liste der Monuments historiques in Germigny-sous-Coulombs führt die Monuments historiques in der französischen Gemeinde Germigny-sous-Coulombs auf.

## Liste der Objekte
Zum Verständnis siehe: Kirchenausstattung
| Bezeichnung                                                                   | Beschreibung                             | Standort                                 | Kennzeichnung | Schutzstatus | Datum | Bild |
| ----------------------------------------------------------------------------- | ---------------------------------------- | ---------------------------------------- | ------------- | ------------ | ----- | ---- |
| Retabel Heiliger Fiacrius                                                     | Holz, zweite Hälfte des 17. Jahrhunderts | Kirche Notre-Dame-de-l'Assomption (Lage) | PM77000732    | Inscrit      | 1968  |      |
| Ölgemälde Anbetung der Hirten                                                 | 1637                                     | Kirche Notre-Dame-de-l'Assomption (Lage) | PM77002908    | Inscrit      | 1978  |      |
| Skulptur Madonna mit Kind                                                     | Stein, Anfang des 14. Jahrhunderts       | Kirche Notre-Dame-de-l'Assomption (Lage) | PM77000729    | Classé       | 1905  |      |
| Bas-relief Saint Fiacre refusant la couronne offerte par les envoyés d'Ecosse | Holz, 17. Jahrhundert                    | Kirche Notre-Dame-de-l'Assomption (Lage) | PM77000730    | Classé       | 1905  |      |
| Skulptur Christus in der Rast                                                 | Holz, 17. Jahrhundert                    | Kirche Notre-Dame-de-l'Assomption (Lage) | PM77000731    | Classé       | 1935  |      |
| Retabel des Hauptaltars                                                       | Holz, 17. Jahrhundert                    | Kirche Notre-Dame-de-l'Assomption (Lage) | PM77000733    | Classé       | 1968  |      |